# Authieux-Ratiéville
Authieux-Ratiéville è un comune francese di 405 abitanti situato nel dipartimento della Senna Marittima, nella regione della Normandia.

## Storia

### Simboli
Il leopardo nel capo è simbolo della Normandia.

## Società

### Evoluzione demografica
Abitanti censiti